# سوزان آن سولی
سوزان آن سولی (انگلیسی: Susan Ann Sulley؛ زادهٔ ۲۲ مارس ۱۹۶۳) یک موسیقی‌دان است. وی از سال ۱۹۸۰ میلادی تاکنون مشغول فعالیت بوده‌است.